# 17222 Перлматер
17222 Перлматер (17222 Perlmutter) — астероїд головного поясу, відкритий 2 лютого 2000 року.
Тіссеранів параметр щодо Юпітера — 3,407.
Названий на честь Франсеса Перлматера, який став фіналістом конкурсу Intel Science Talent Search (Пошук наукових талантів Intel), наукового змагання для школярів старших класів у 2002 році.